# Kentwan Smith
Kentwan Kenneth Smith (nacido el 17 de diciembre de 1991 en Freeport (Bahamas)) es un jugador de baloncesto profesional bahameño que juega en las filas del Club Ourense Baloncesto de Primera FEB. Con 2,03 metros de altura juega en la posición de ala-pívot. Es internacional con la Selección de baloncesto de Bahamas.

## Trayectoria
Nacido en Freeport (Bahamas) y criado en formado en Piney Woods, Mississippi, se formó en el Piney Woods High School, hasta que en la temporada 2011-12 formó parte de la Universidad de Luisiana en Lafayette], situada en Lafayette, Luisiana, donde disputaría durante una temporada la NCAA con los Louisiana Ragin' Cajuns.
En 2012, ingresó en el Otero Junior College donde estuvo durante una temporada, antes de ingresar en 2013 en la Universidad Stetson, situada en DeLand, Florida, donde disputaría durante dos temporadas la NCAA con los Stetson Hatters, desde 2013 a 2015. 
Tras no ser drafteado en 2015, comenzaría su trayectoria profesional en Rumanía formado parte del BC Timișoara. Más tarde, se convertiría en un trotamundos del baloncesto formado parte de equipos como Guindas de Nogales de México, BC Nokia de Finlandia, BK Levickí Patrioti de Eslovaquia, Basket Brno de la República Checa, Team FOG Næstved de Dinamarca, Garonne ASPTT Basket de la NM2 francesa.
En 2022, firma por el Svendborg Rabbits de la Basketligan y en la temporada siguiente forma parte de la plantilla del BC Luleå del mismo país.
En la temporada 2024-25, firma por el Anorthosis de Chipre con el que disputa la liga chipriota y la FIBA Eurocup, con el que promedió 16,7 puntos y 7,9 rebotes.
El 25 de julio de 2025, firma por el Club Ourense Baloncesto de Primera FEB.

## Internacional
En 2017, debuta con la Selección de baloncesto de Bahamas, con el que disputa casi una treintena de partidos de clasificación para JJOO y FIBA Américas para la Copa Mundial de Baloncesto.